# Synagoge (Hermannstadt)

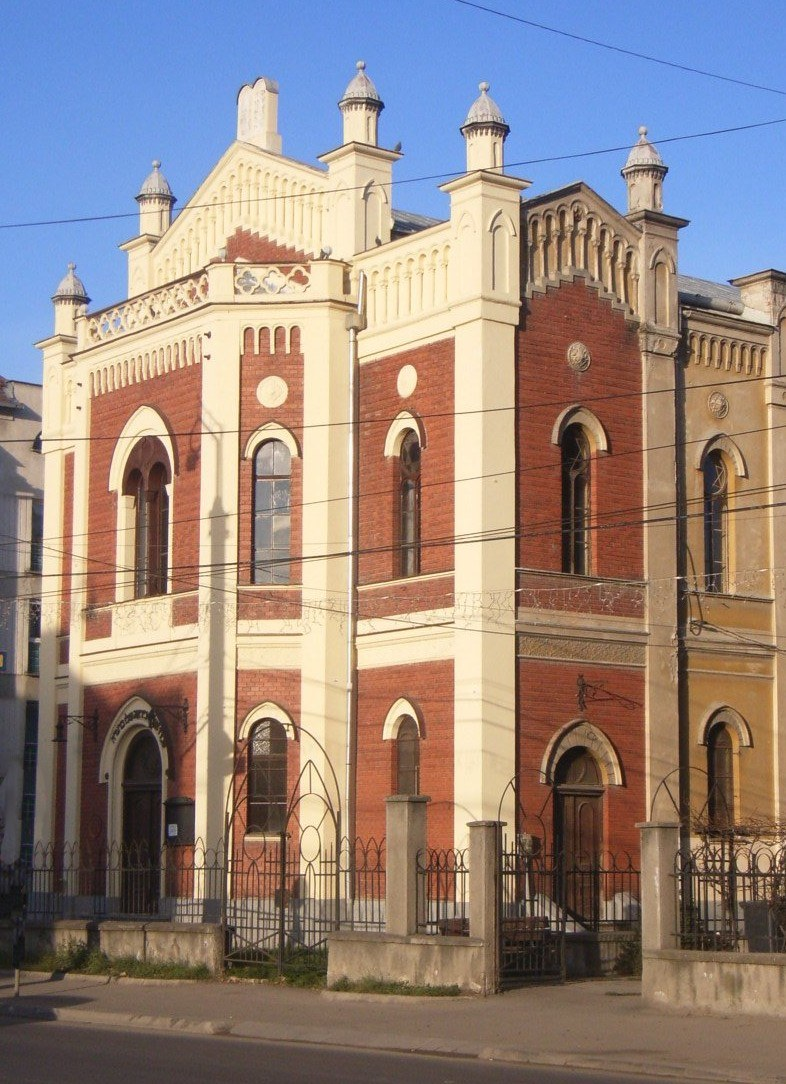
Synagoge in Sibiu

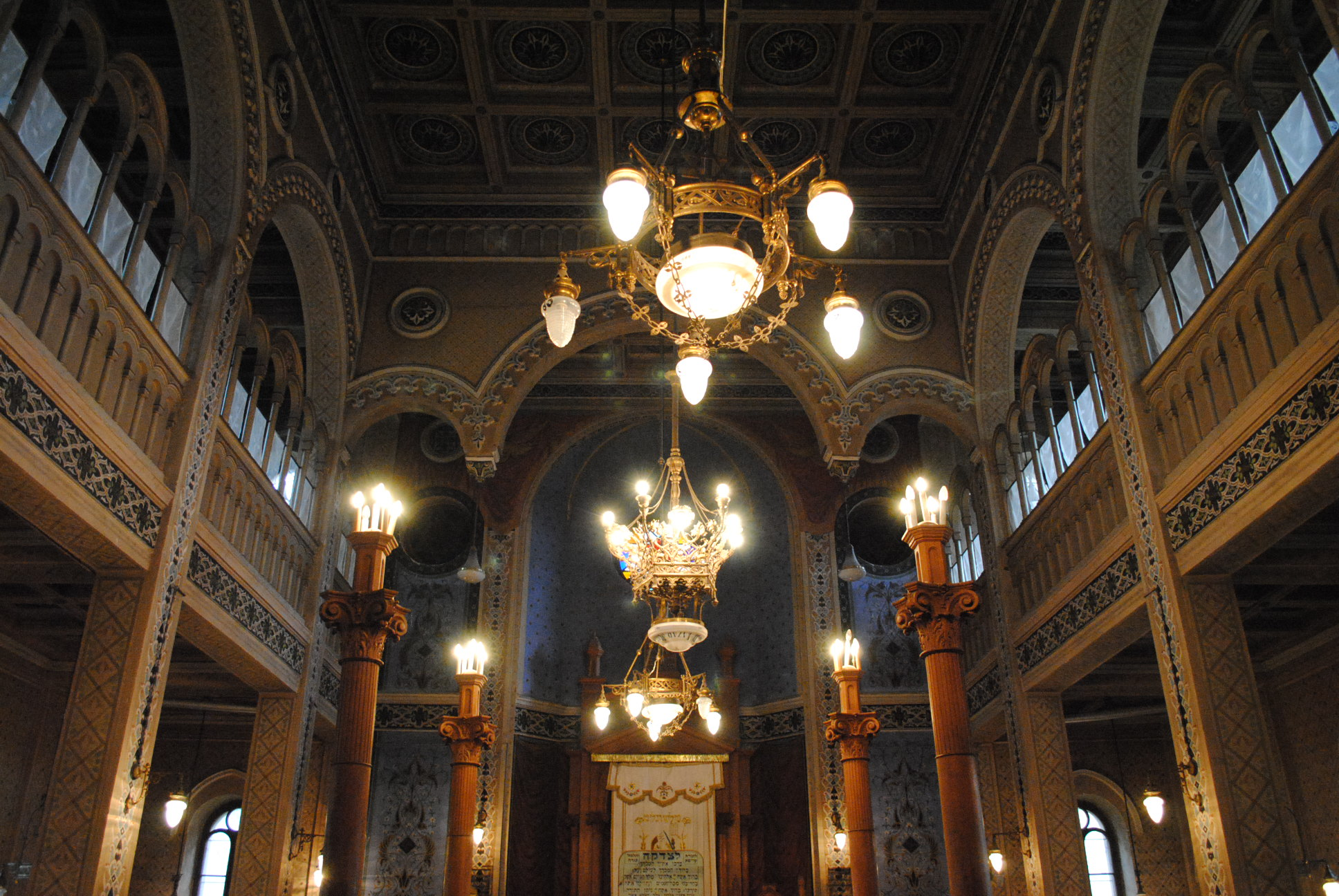
Innenansicht

Die Synagoge in Sibiu (deutsch Hermannstadt), einer rumänischen Kreisstadt in Siebenbürgen, wurde 1898/99 errichtet. Die Synagoge in der Salzgasse ist seit 2004 ein geschütztes Kulturdenkmal.